# ایوان سارایوا دی سوزا
ایوان سارایوا دی سوزا بازیکن فوتبال اهل برزیل است 